# Phytomyza abdominalis
Phytomyza abdominalis är en tvåvingeart som beskrevs av Zetterstedt 1848. Phytomyza abdominalis ingår i släktet Phytomyza och familjen minerarflugor.
Artens utbredningsområde är Sverige. Arten är reproducerande i Sverige. Inga underarter finns listade i Catalogue of Life.